# Hakkebøf

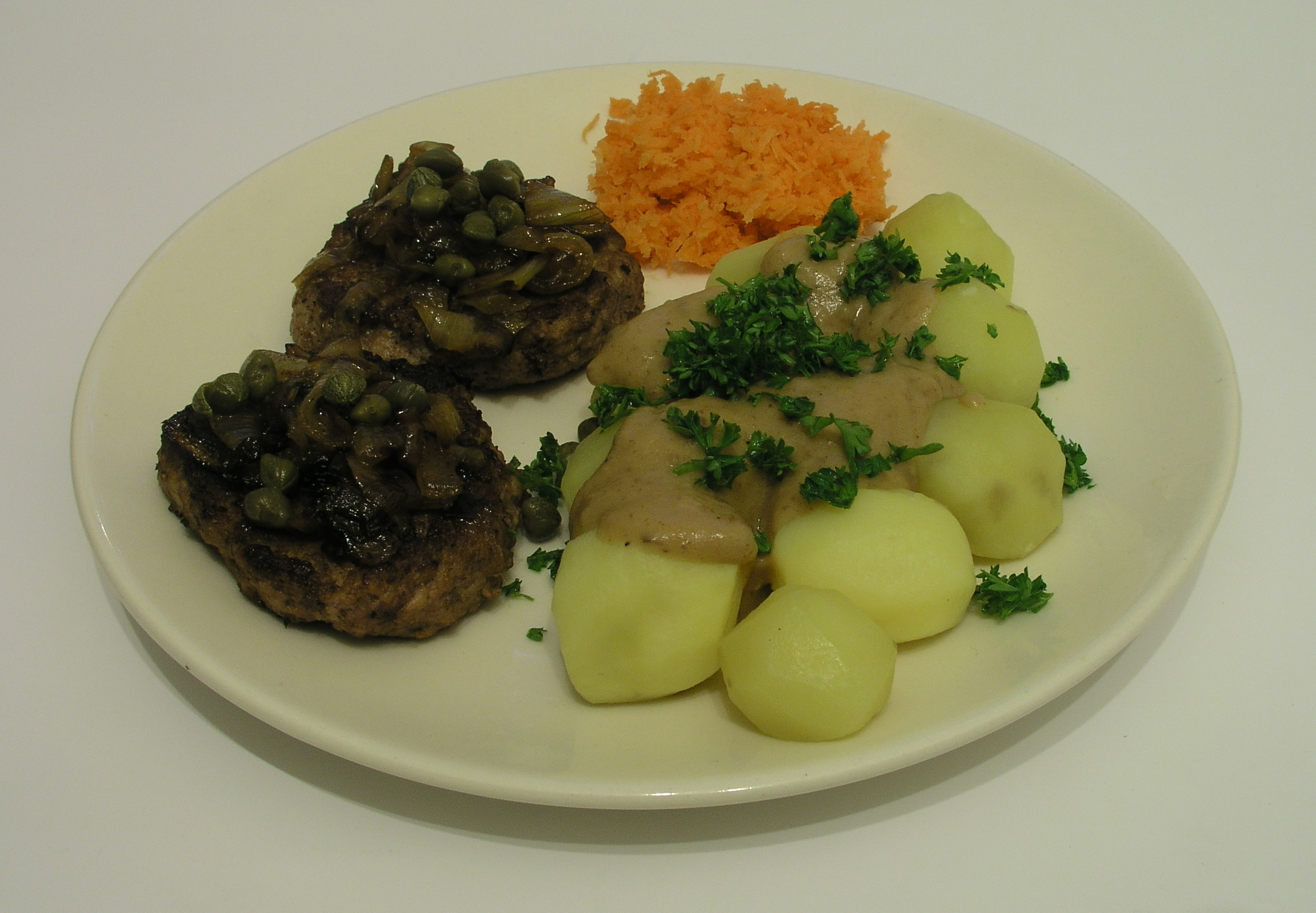
Hakkebøf e seus acompanhamentos

Hakkebøf é um prato tradicional da culinária da Dinamarca. É preparado com carne picada de bovino, temperada com sal, pimenta e outras especiarias. É frito em manteiga ou outra gordura, sendo a carne moldada em forma circular, assemelhando-se a um hambúrguer espesso.
O hakkebøf é frequentemente consumido com bløde løg (que consiste de cebola frita), batata e molho castanho (conhecido como brun sovs). Pode também ser consumido com pepinos em conserva, beterraba, couve e arando vermelho. É normalmente considerado um prato principal.